# 시할시
중앙직할시 관할의 시, 줄여서 타인포 투옥 타인포(Thành phố thuộc thành phố)는 시할시를 말하며, 베트남의 2급 행정구의 유형이다. 성할시, 군, 현과 동등한 지위를 가지고 있다. 투득군이 개편되어 투득시가 되면서 2020년에 도입되었다.

## 같이 보기
- 베트남의 성